# 古巴共和国英雄
古巴共和国英雄（西班牙語：Héroe de la República de Cuba）是古巴共和国政府设立的最高荣誉。

## 概要
“古巴共和国英雄”荣誉称号及金星奖章于1978年6月28日第17号法令设立。它可以授予为古巴做出英雄般贡献的人员，可以是古巴公民，也可以是外国人。它也可以授予城市。获授者应在正式场合穿着正装佩戴该勋章，如果穿着便服，则应佩戴勋略。在获得该荣誉同时，也会获得吉隆滩勋章。

## 获授者
截至2015年，该荣誉称号共授予48次。主要为宇航员以及军人。其他知名人物有列昂尼德·勃列日涅夫、劳尔·卡斯特罗、古巴五人组等。
1984年，古巴的圣地亚哥市获得了该称号。